# Ilaisa Tuiaki
Ilaisa Tuiaki (Kahuku, Hawaii, 1978. december 6. –) amerikai amerikaifutball-játékos és -edző, egykori mormon hittérítő. 2024-től az Oregon State Beavers védőfaledzője. Korábban a Southern Utah Thunderbirds és a Snow Badgers linebackere és fullbackje volt.

## Tanulmányai
2006-ban a Dél-utahi Egyetemen angol és testnevelés szakos diplomát szerzett.

## Edzőként
A Utah Utesnél és az Oregon State Beaversnél Kalani Sitake munkatársa volt, akit védőkoordinátorként követett a BYU Cougarshoz. A 2022-es szezonban lemondott, majd 2024-ben visszatért a Beavershöz.

## Fordítás
- Ez a szócikk részben vagy egészben  az   Ilaisa Tuiaki című angol Wikipédia-szócikk ezen változatának fordításán alapul.  Az eredeti cikk szerkesztőit annak laptörténete sorolja fel. Ez a jelzés csupán a megfogalmazás eredetét és a szerzői jogokat jelzi, nem szolgál a cikkben szereplő információk forrásmegjelöléseként.